# Esclavitud blanca

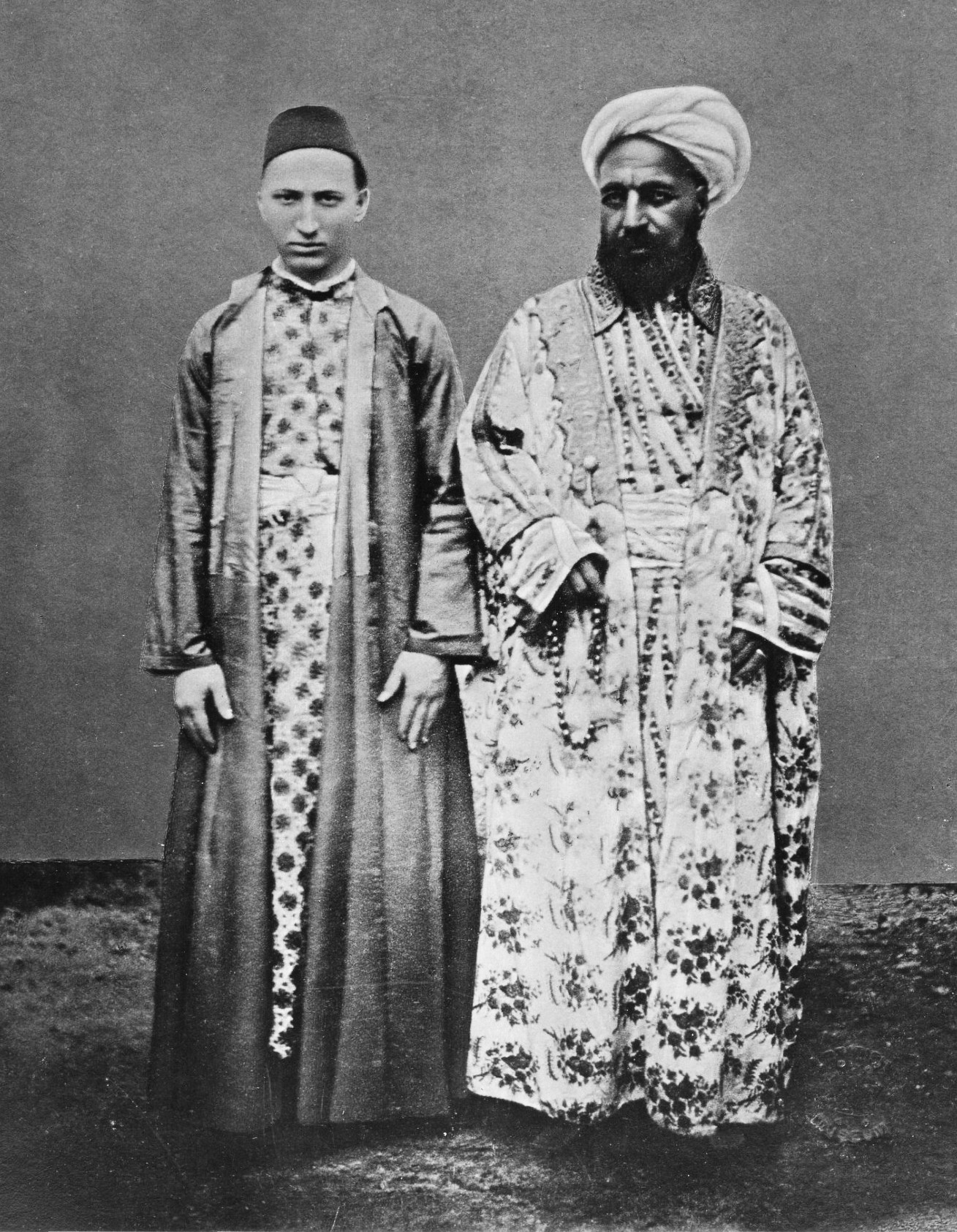
Un comerciante de La Meca (derecha) y su esclavo circasiano. Titulado, "Vornehmer Kaufmann mit seinem cirkassischen Sklaven" [Mercader distinguido y su esclavo circasiano] por Christiaan Snouck Hurgronje, c. 1888

La esclavitud blanca (también comercio de esclavos blancos o tráfico de esclavos blancos) se refiere a la esclavitud de los europeos, ya sea por parte de no europeos (como Medio Oriente y África del Norte), o por otros europeos (por ejemplo, esclavos de galeras navales o esclavos de los vikingos). Los esclavos de origen europeo estuvieron presentes en la Antigua Roma y el Imperio otomano. El término “esclavo” hace referencia al término latino para denominar a los pueblos Eslavos.
Muchos tipos diferentes de personas blancas fueron esclavizadas. En el continente europeo bajo el feudalismo, había varias formas de estatus que se aplicaban a las personas (como siervos, bordar, villanos, vagabundos y esclavos) que estaban contratados o forzados a trabajar sin paga.
Bajo el dominio musulmán, el comercio árabe de esclavos que incluía cautivos caucásicos a menudo se alimentaba con incursiones en territorios europeos o se tomaba como niños en forma de un impuesto de sangre de las familias de los ciudadanos de los territorios conquistados para servir al imperio para una variedad de funciones. A mediados del siglo XIX, el término "esclavitud blanca" se utilizó para describir a los esclavos cristianos que fueron vendidos para el comercio berberisco de esclavos.
El término legal moderno se aplica de manera más estricta a la esclavitud sexual, la prostitución forzada y la trata de personas, con menos atención a la raza de las víctimas o los perpetradores.

## Historia
La frase "esclavitud blanca" fue utilizada por Charles Sumner en 1847 para describir la esclavitud de los cristianos en los estados de Berbería y principalmente en Argel, la capital de la Argelia otomana. También abarcó muchas formas de esclavitud, incluidas las concubinas europeas (Cariye) que a menudo se encuentran en los harenes turcos.
El término también fue utilizado por Clifford G. Roe desde principios del siglo XX para hacer campaña contra la prostitución forzada y la esclavitud sexual de las niñas que trabajaban en los burdeles de Chicago. Del mismo modo, los países de Europa firmaron en París en 1904 un Acuerdo internacional para la supresión de la trata de blancas destinado a combatir la venta de mujeres que fueron obligadas a prostituirse en los países de Europa continental.

## Comercio de esclavos blancos

### Esclavos eslavos

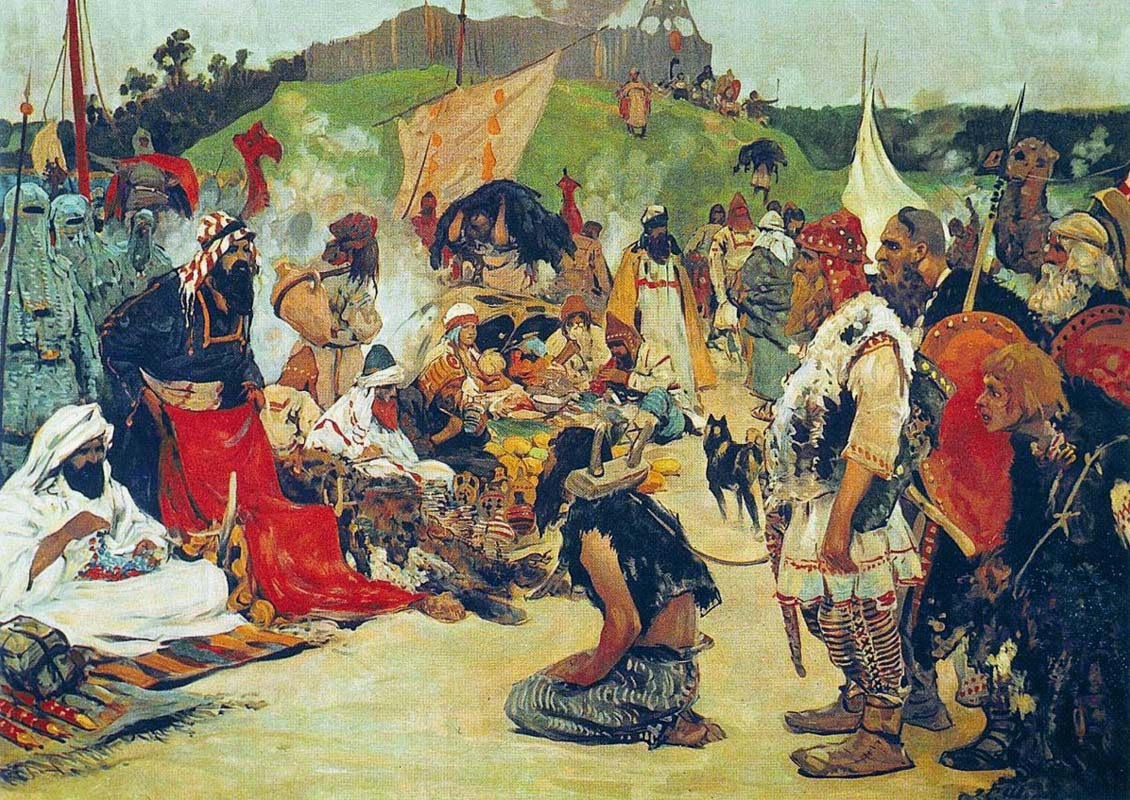
Los Rus comerciando esclavos con los jázaros: comercio en el campo eslavo oriental de Serguéi Ivanov (1913)

La ruta comercial del Volga fue establecida por los varangianos (vikingos) que se establecieron en el noroeste de Rusia a principios del siglo IX. Aproximadamente a 10 km al sur de la entrada del río Vóljov en el lago de Ládoga, establecieron un asentamiento llamado Ládoga (nórdico antiguo: Aldeigjuborg). Conectó Europa del Norte y el noroeste de Rusia con el mar Caspio, a través del río Volga. Los rus utilizaron esta ruta para comerciar con países musulmanes en la costa sur del Mar Caspio, a veces penetrando hasta Bagdad. La ruta funcionó al mismo tiempo que la ruta comercial del Dniéper, más conocida como la ruta comercial de los varegos a los griegos, y perdió su importancia en el siglo XI.
El término saqaliba originalmente se usó para denotar a los eslavos, sin embargo, más tarde pasó a denotar a todos los esclavos europeos en algunas regiones musulmanas como España, incluidos los secuestrados de las redadas en los reinos cristianos de España. Los francos comenzaron a comprar esclavos a los eslavos y avaros, mientras que los musulmanes también se encontraron con esclavos en forma de mercenarios que servían al Imperio bizantino y colonos, además de entre los jázaros. La mayoría de los esclavos eslavos fueron importados al mundo musulmán a través de la frontera entre los reinos cristiano e islámico, donde también se ubicaron centros de castración en la ruta directa. Desde allí eran enviados a la España islámica y otras regiones gobernadas por musulmanes, especialmente en África del Norte. El saqaliba ganó popularidad en la España omeya, especialmente como guerreros. Después del colapso de los omeyas, también llegaron a gobernar muchas de las taifas. Con la conversión de Europa Oriental, el comercio disminuyó y no hay mucha información textual sobre saqalibas después del siglo XI.
Europa central era el destino favorito para importar esclavos junto con Asia Central y Bilad as-Sudán, aunque también se valoraba a los esclavos del noroeste de Europa. Esta trata de esclavos estaba controlada principalmente por traficantes de esclavos europeos. Francia y Venecia fueron las rutas utilizadas para enviar esclavos eslavos a tierras musulmanas y Praga sirvió como un centro importante para la castración de cautivos eslavos. El Emirato de Bari también sirvió como un puerto importante para este comercio. Debido a que el Imperio bizantino y Venecia bloquearon a los comerciantes árabes de los puertos europeos, más tarde comenzaron a importar esclavos del Cáucaso y el Mar Caspio.
Los saqaliba también fueron importados como eunucos y concubinas a estados musulmanes. Sin embargo, la esclavitud de los eunucos en el mundo musulmán era cara y, por lo tanto, los gobernantes los regalaban. Los eunucos saqaliba fueron prominentes en la corte de los aglabíes y más tarde los fatimíes que los importaron de España. Los fatimíes también utilizaron otros esclavos saqaliba con fines militares.

### Kanato de Crimea
En la época del kanato de Crimea, los habitantes de Crimea participaron en frecuentes incursiones en los principados del Danubio, Polonia-Lituania y Moscovia. Por cada cautivo, el khan recibió una participación fija (savğa) del 10 o 20 por ciento. Las campañas de las fuerzas de Crimea se clasifican en sefers, operaciones militares declaradas dirigidas por los propios khans, y çapuls, incursiones realizadas por grupos de nobles, a veces ilegalmente porque infringían los tratados celebrados por los khans con gobernantes vecinos. Durante mucho tiempo, hasta principios del siglo XVIII, el kanato mantuvo una masiva trata de esclavos con el Imperio Otomano y el Medio Oriente. Caffa era uno de los puertos comerciales y mercados de esclavos más conocidos e importantes. Los asaltantes tártaros de Crimea esclavizaron entre 1 y 2 millones de esclavos de Rusia y Polonia-Lituania durante el período 1500-1700. Caffa (ciudad en la península de Crimea) era uno de los puertos comerciales y mercados de esclavos más conocidos e importantes. En 1769, una última gran incursión tártara resultó en la captura de 20000 esclavos rusos y rutenos.

### Comercio de esclavos de Berbería

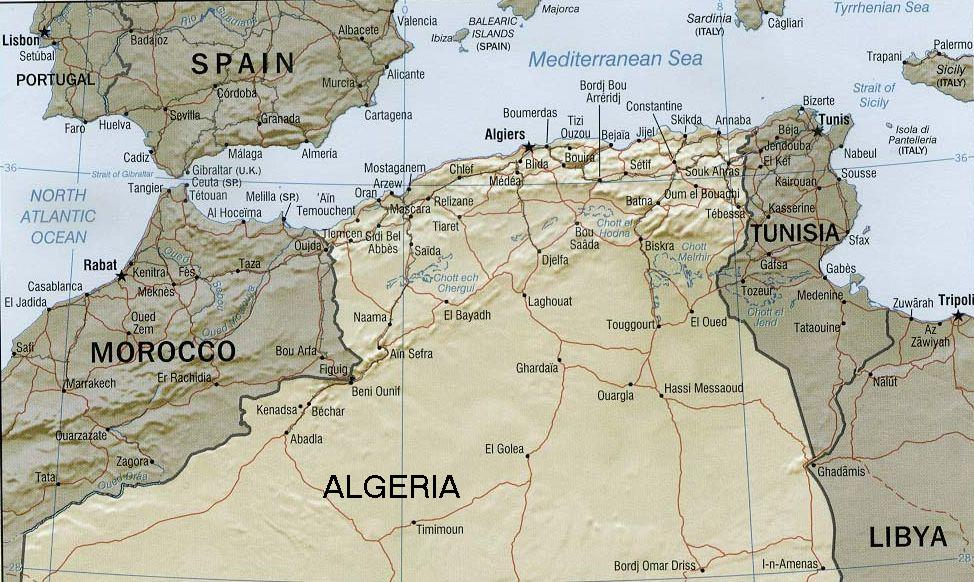
La costa de Berbería

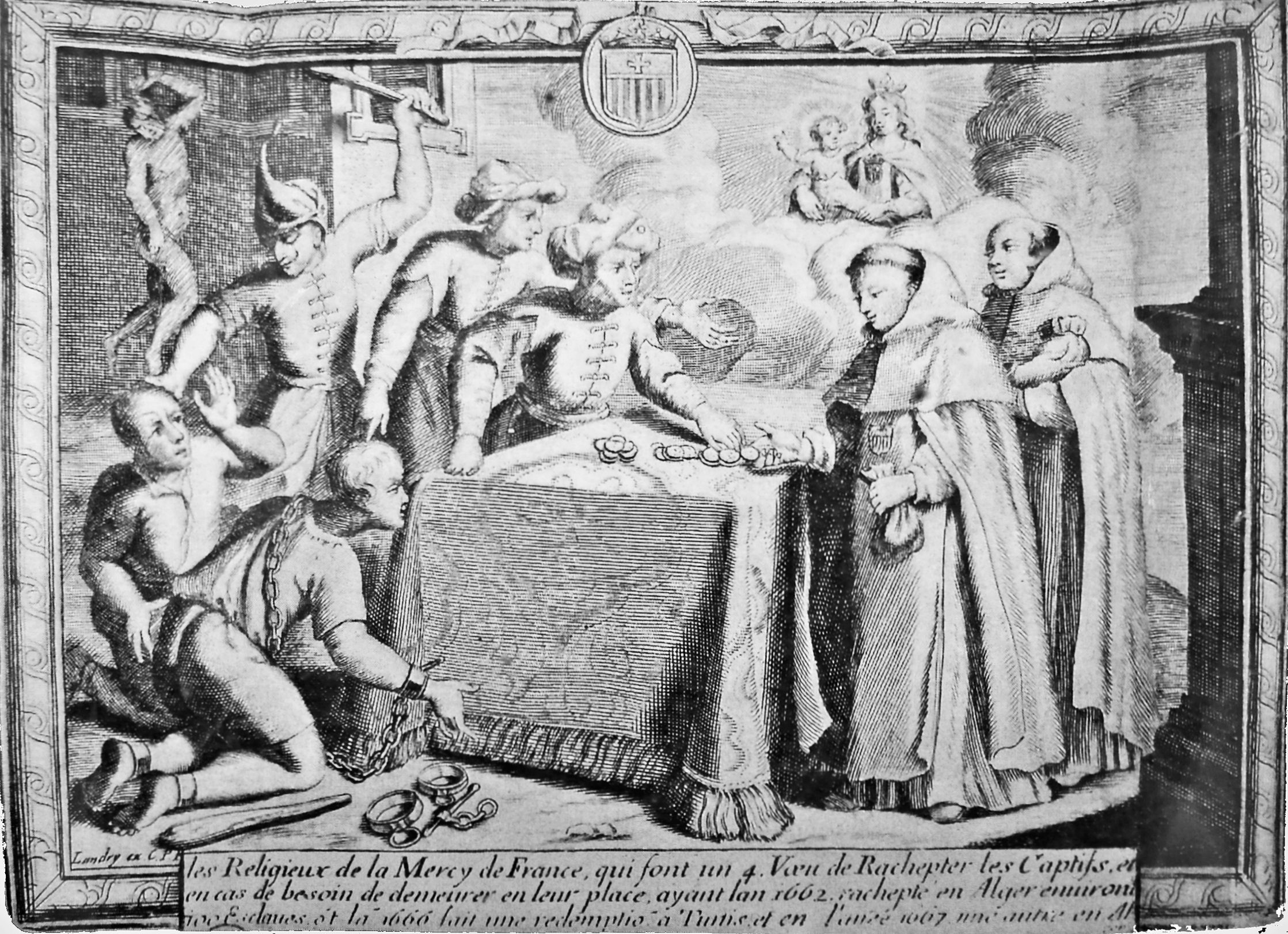
La compra de cautivos cristianos por monjes católicos en los estados de Berbería

Los mercados de esclavos florecieron en la costa de Berbería de África del Norte, en lo que hoy es Marruecos, Argelia, Túnez y el oeste de Libia, entre el siglo XV y mediados del siglo XIX.
Estos mercados prosperaron mientras los estados estaban nominalmente bajo la soberanía otomana, aunque, en realidad, eran en su mayoría autónomos. Los mercados de esclavos de África del Norte comerciaban con esclavos europeos que fueron adquiridos por piratas de Berbería en incursiones de esclavos en barcos y en ciudades costeras desde Italia hasta España, Portugal, Francia, Inglaterra, Holanda y tan lejos como los secuestros turcos en Islandia. Hombres, mujeres y niños fueron capturados en una medida tan devastadora que un gran número de ciudades costeras fueron abandonadas.

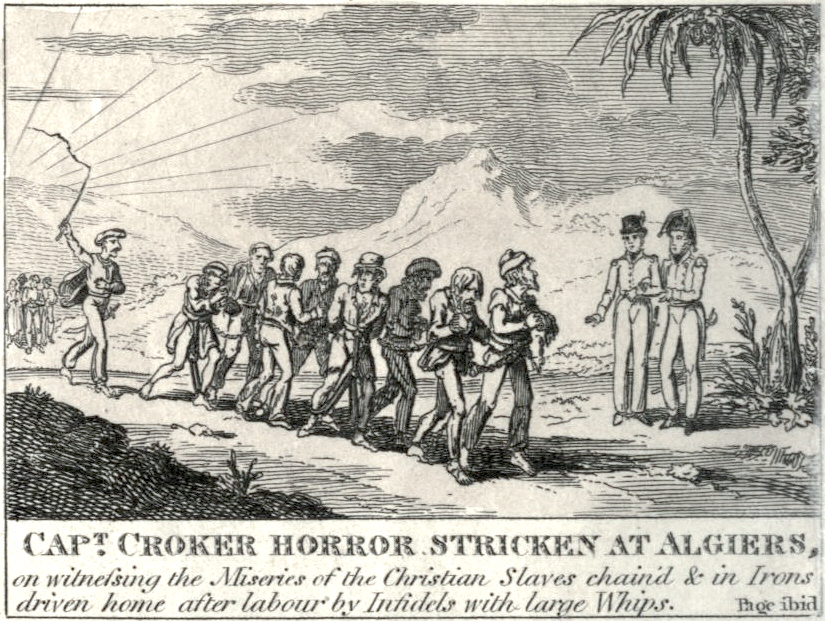
Ilustración de 1815 de un grupo de esclavos cristianos en Argel por el artista británico Walter Croker

Según Robert Davis, entre 1 millón y 1.25 millones de europeos fueron capturados por piratas de Berbería y vendidos como esclavos en África del Norte y el Imperio otomano entre los siglos XV y XIX. Sin embargo, para extrapolar sus números, Davis asume que el número de esclavos europeos capturados por piratas de Berbería fue constante durante un período de 250 años, afirmando:

No hay registros de cuántos hombres, mujeres y niños fueron esclavizados, pero es posible calcular aproximadamente el número de cautivos frescos que se habrían necesitado para mantener estable la población y reemplazar a los esclavos que murieron, escaparon, fueron rescatados o convertidos. al Islam. Sobre esta base, se cree que se necesitaron alrededor de 8500 nuevos esclavos anualmente para reponer el número, alrededor de 850000 cautivos durante el siglo de 1580 a 1680. Por extensión, durante los 250 años entre 1530 y 1780, la cifra fácilmente podría haber sido tan alta como 1,250,000".

Los números de Davis han sido cuestionados por otros historiadores, como David Earle, quien advierte que la verdadera imagen de los esclavos europeos se ve empañada por el hecho de que los corsarios también se apoderaron de blancos no cristianos de Europa oriental y negros de África Occidental.  Un segundo libro de Davis, Holy War and Human Bondage: Tales of Christian-Muslim Slavery in the Early-Modern Mediterranean, amplió su enfoque a la esclavitud relacionada.
También vale la pena señalar que hubo grandes fluctuaciones de un año a otro, particularmente en los siglos XVIII y XIX, y también dado el hecho de que, antes de la década de 1840, no hay registros consistentes. El experto en el Medio Oriente, John Wright, advierte que las estimaciones modernas se basan en cálculos retrospectivos de la observación humana.
Tales observaciones, a fines del siglo XVI y principios del siglo XVII, representan alrededor de 35000 esclavos cristianos europeos retenidos durante este período en la costa de Berbería, en Trípoli, Túnez, pero principalmente en Argel. La mayoría eran marineros (especialmente los ingleses), llevados con sus barcos, pero otros eran pescadores y aldeanos costeros. Sin embargo, la mayoría de estos cautivos eran personas de tierras cercanas a África, especialmente España e Italia.
Desde bases en la costa de Berbería, norte de África, los piratas de Berbería asaltaron barcos que viajaban por el Mediterráneo y a lo largo de las costas norte y oeste de África, saqueando su cargamento y esclavizando a las personas que capturaron. Desde al menos 1500, los piratas también llevaron a cabo incursiones a lo largo de ciudades costeras de Italia, España, Francia, Inglaterra, los Países Bajos y tan lejos como Islandia, capturando hombres, mujeres y niños. En algunas ocasiones, asentamientos como Baltimore, Irlanda, fueron abandonados tras la redada, y solo se reasentaron muchos años después. Entre 1609 y 1616, solo Inglaterra perdió 466 barcos mercantes a manos de los piratas de Berbería.
Mientras los corsarios de Berbería saqueaban el cargamento de los barcos que capturaban, su objetivo principal era capturar a las personas para venderlas como esclavos o como rescate. Los que tenían familiares o amigos que podían rescatarlos eran cautivos, pero no obligados a trabajar; el más famoso de ellos fue el autor Miguel de Cervantes, que estuvo detenido durante casi cinco años. Otros fueron vendidos en varios tipos de servidumbre. Las mujeres o los niños atractivos podrían ser utilizados como esclavos sexuales. Los cautivos que se convirtieron al islam generalmente fueron liberados, ya que la esclavitud de musulmanes estaba prohibida; pero esto significó que nunca podrían regresar a sus países de origen. El sultán marroquí Moulay Ismail Ben Sharif controlaba una flota de corsarios con base en Salé-le-Vieux y Salé-le-Neuf (ahora Rabat), que le suministró esclavos cristianos y armas a través de sus incursiones en el Mediterráneo y hasta el Mar Negro. Moulay Ismail fue apodado el 'rey sangriento' por los europeos debido a su extrema crueldad y la exigencia de justicia sumaria sobre sus esclavos cristianos. También es conocido en su país natal como el "Rey Guerrero".
Las estadísticas aduaneras de los siglos XVI y XVII sugieren que la importación adicional de esclavos de Estambul desde el Mar Negro puede haber totalizado alrededor de 2.5 millones entre 1450 y 1700. Los mercados declinaron después de la pérdida de las Guerras berberiscas y terminaron en la década de 1830, cuando la región fue conquistada por Francia.

### La esclavitud cristiana en la Iberia Musulmana

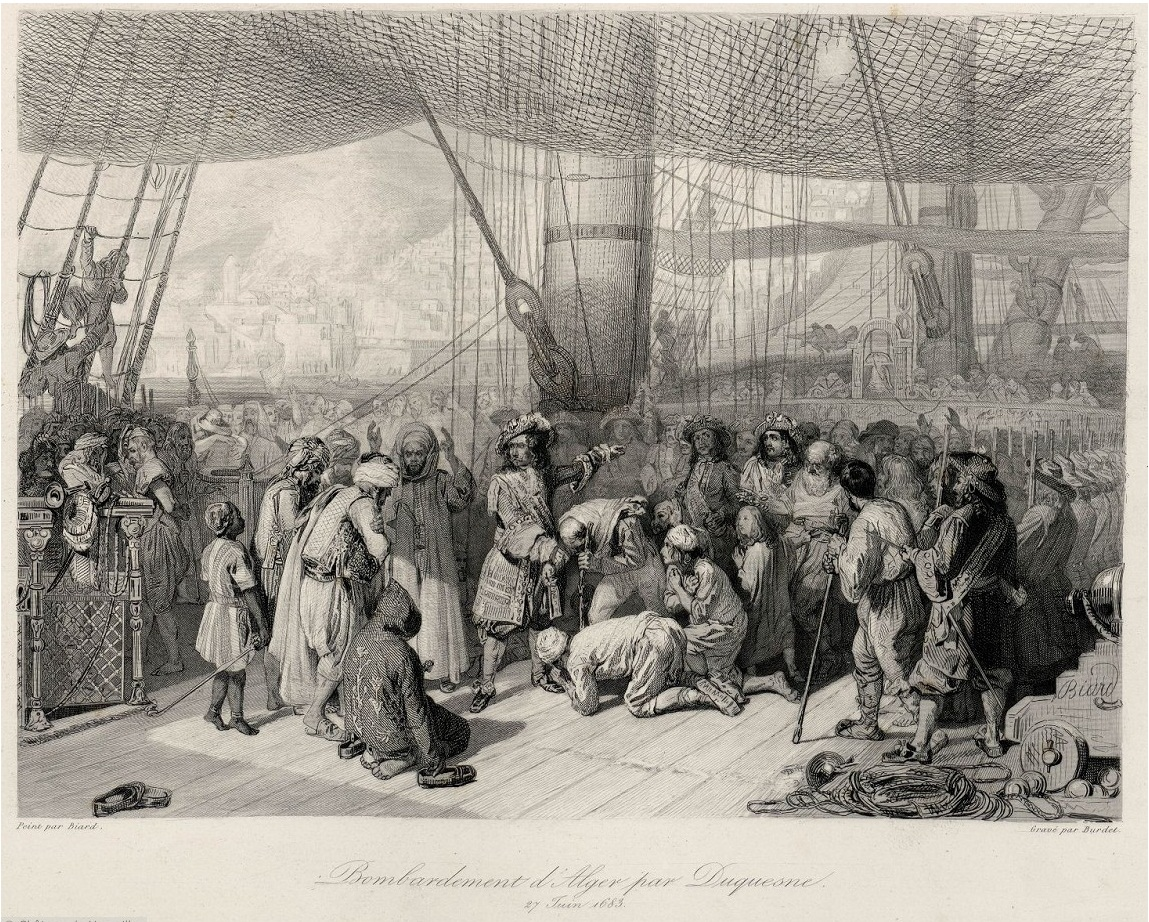
Abraham Duquesne entrega cristianos cautivos en Argel después del bombardeo de Argel (1683)

Durante el Al-Ándalus (también conocido como Iberia islámica), los moros controlaron gran parte de la península.
En España concretamente importaron esclavos cristianos blancos desde el siglo VIII hasta la Reconquista a finales del siglo XV. Los esclavos fueron exportados de la sección cristiana de España, así como de Europa del Este, lo que provocó una reacción significativa de muchos en la España cristiana y muchos cristianos que todavía viven en la España musulmana. Poco después, los musulmanes tuvieron éxito y se llevaron a 30000 cristianos cautivos de España. En el siglo VIII, la esclavitud duró más debido a las "frecuentes escaramuzas transfronterizas, intercaladas entre períodos de grandes campañas". Hacia el siglo X, en el Mediterráneo oriental bizantino, los cristianos fueron capturados por musulmanes. Muchas de las redadas diseñadas por musulmanes fueron creadas para una captura rápida de prisioneros. Por lo tanto, los musulmanes restringieron el control para evitar que los cautivos huyeran. La península ibérica sirvió de base para futuras exportaciones de esclavos a otras regiones musulmanas de África del Norte.

### Comercio de esclavos otomanos

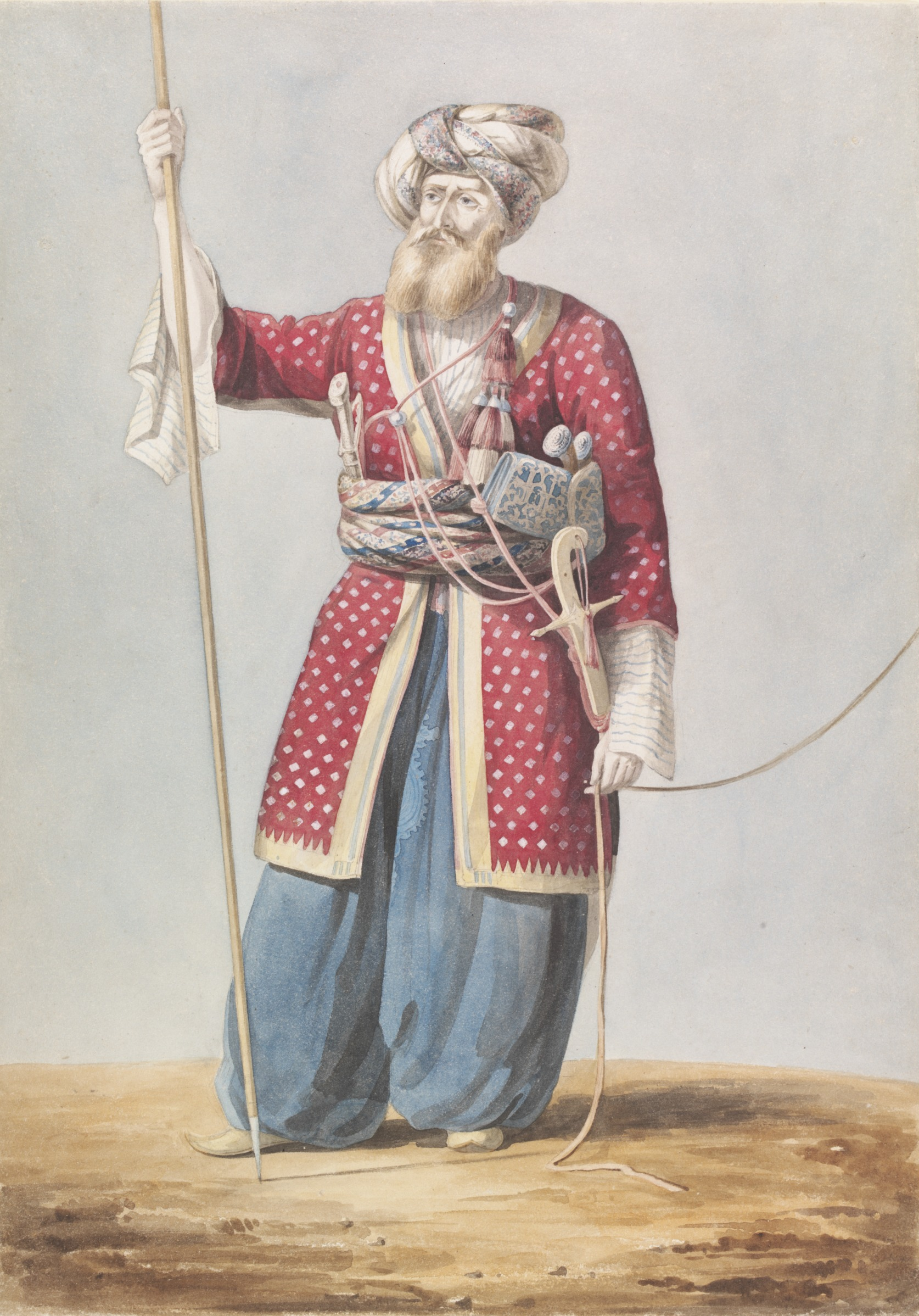
Un mameluco de Alepo, Siria.

La esclavitud era una parte legal y significativa de la economía y la sociedad del Imperio otomano. Las principales fuentes de esclavos fueron cautivos de guerra y expediciones de esclavitud organizadas en África, Europa del Este y Circasia y Georgia en el Cáucaso. Se ha informado que el precio de venta de los esclavos cayó después de grandes operaciones militares. La esclavitud de los europeos se prohibió a principios del siglo XIX, mientras que se permitía a los esclavos de otros grupos.
Incluso después de varias medidas para prohibir la esclavitud a fines del siglo XIX, la práctica continuó en gran medida sin cesar hasta principios del siglo XX. Todavía en 1908, todavía se vendían esclavas en el Imperio Otomano. La esclavitud sexual fue una parte central del sistema esclavista otomano a lo largo de la historia de la institución.

### Esclavos españoles en la Araucanía
En la Guerra de Arauco (1550-1662), un prolongado conflicto entre españoles y mapuches en Chile, ambos bandos se dedicaron a la esclavitud de la población enemiga, entre otras atrocidades. Al igual que los españoles, los mapuches también habían capturado a españoles, a menudo mujeres, intercambiando su propiedad entre ellos. De hecho, con la destrucción de las siete ciudades (1599-1604) se informa que los mapuches tomaron cautivas a 500 mujeres españolas, manteniéndolas como esclavas. No era raro que las mujeres españolas cautivas cambiaran de dueño varias veces. Todavía en la década de 1850 se decía que la supuesta sobreviviente del naufragio Elisa Bravo vivía como esposa de un cacique mapuche, en lo que se describe como la coexistencia forzada más brutal que resulta en hijos de "sangre mixta". Un informe de 1863 decía que sus captores, temiendo la venganza de los españoles, la vendieron al señor de la guerra Calfucurá en Puelmapu por cien yeguas, pero que había muerto a los tres años.

## Esclavitud europea

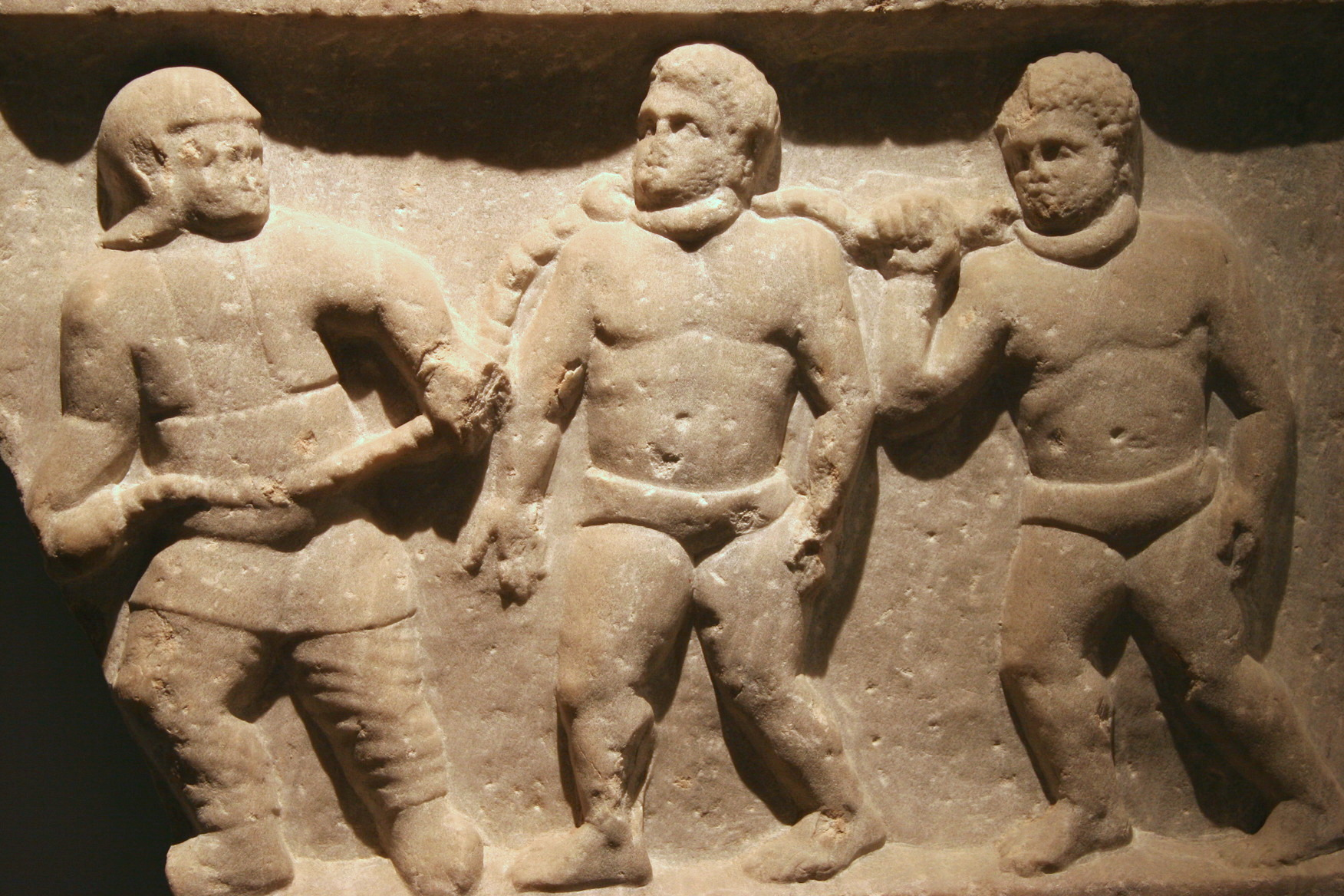
Relieve de Esmirna (actual Izmir, Turquía) que representa a un soldado romano con cautivos encadenados.

### La esclavitud en la antigua Roma

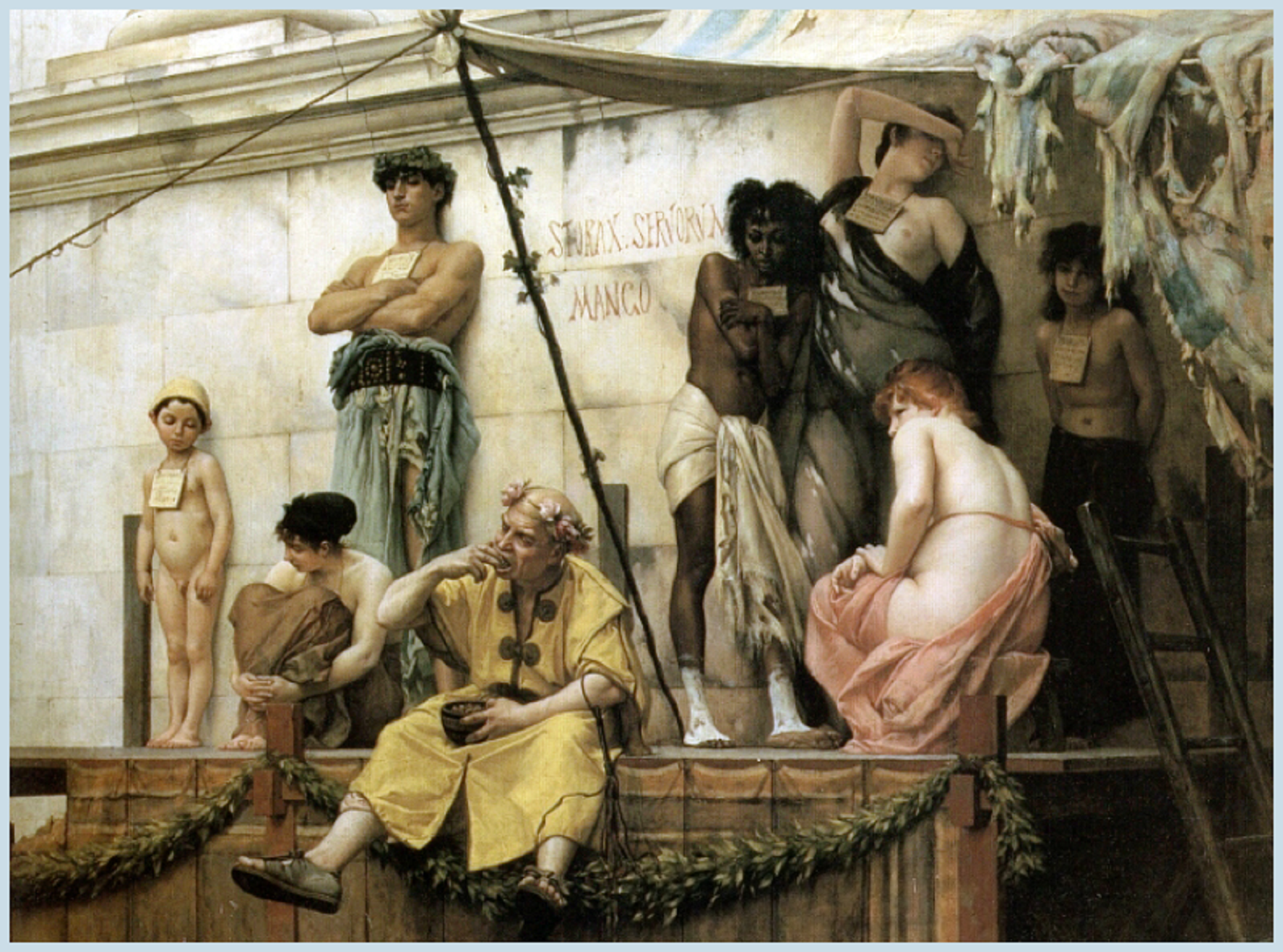
El mercado de esclavos, de Gustave Boulanger (1882).

En la República romana y más tarde en el Imperio romano, los esclavos representaron la mayor parte de los medios de producción industrial en el comercio romano. Se trajeron esclavos de toda Europa y el Mediterráneo, incluidas Galia, Hispania, África del Norte, Siria, Germania, Britania, los Balcanes y Grecia. Generalmente, los esclavos en Italia eran italianos indígenas, con una minoría de extranjeros (incluidos esclavos y libertos) nacidos fuera de Italia estimada en un 5% del total en la capital, donde su número era mayor, en su punto máximo.
Se condenó a esclavos por decenas de miles a trabajar en las minas o canteras, donde las condiciones eran notoriamente brutales. Damnati in metallum ("los condenados a la mina") eran convictos que perdieron su libertad como ciudadanos (libertas), confiscaron sus propiedades (bona) al estado y se convirtieron en servi poenae, esclavos como pena legal. Su estatus ante la ley era diferente al de otros esclavos; no podían comprar su libertad, ser vendidos ni liberados. Se esperaba que vivieran y murieran en las minas. Los esclavos imperiales y libertos (la familia Caesaris) trabajaban en la administración y gestión de la mina.
En la República Tardía, aproximadamente la mitad de los gladiadores que lucharon en las arenas romanas eran esclavos, aunque los más hábiles eran a menudo voluntarios libres. Los gladiadores exitosos fueron recompensados ocasionalmente con la libertad. Sin embargo, los gladiadores, que eran guerreros entrenados y tenían acceso a armas, eran potencialmente los esclavos más peligrosos. En una época anterior, muchos gladiadores habían sido soldados cautivos en la guerra. Espartaco, que encabezó una rebelión de esclavos del 73 al 71 a. C., fue un gladiador rebelde.
Los esclavos importados en Italia eran europeos nativos y muy pocos de ellos eran de fuera de Europa. Esto ha sido confirmado por el análisis bioquímico de 166 esqueletos de tres cementerios de la era imperial en las cercanías de Roma (donde vivía la mayor parte de los esclavos), que muestra que solo un individuo vino de fuera de Europa (norte de África) y otros dos posiblemente lo hizo, pero los resultados no son concluyentes. En el resto de la península italiana, la fracción de esclavos no europeos era mucho menor que eso.

### Esclavitud bajo el dominio islámico

Un turco rico examina a un chico desnudo antes de comprarlo.

El impuesto "pençik" o "penç-yek", que significa "un quinto", era un impuesto basado en un verso del Corán; por lo que una quinta parte del botín de guerra pertenecía a Alá, a Mahoma y su familia, a los huérfanos, a los necesitados y a los viajeros. Esto eventualmente incluyó esclavos y cautivos de guerra que se entregaron a soldados y oficiales para ayudar a motivar su participación en las guerras.
Los cristianos y judíos, conocidos como Gente del Libro en el Islam, eran considerados dhimmis en territorios bajo el dominio musulmán, una condición de ciudadanos de segunda clase que tenían libertades limitadas, protecciones legales, seguridad personal y se les permitía "practicar su religión, sujeto a ciertas condiciones, y para disfrutar de cierta autonomía comunitaria "a cambio de pagar los impuestos yizia y jarach. Si un dhimmi rompía su acuerdo y dejaba el territorio musulmán por tierra enemiga, corría el riesgo de ser esclavizado, a menos que el dhimmi hubiera abandonado el territorio musulmán porque sufrió injusticias allí.
Los dhimmis eran personas protegidas que no podían ser esclavizadas a menos que violaran los términos de protección. Tales violaciones normalmente incluían rebelión, traición; según algunas autoridades, esto también podría incluir la falta de pago de los impuestos adeudados. La falta de pago de impuestos también podría resultar en prisión.
El Devşirme fue un impuesto de sangre impuesto en gran parte en los Balcanes y Anatolia en el que el Imperio Otomano envió militares para recolectar niños cristianos entre las edades de 8 a 18 que fueron separados de sus familias y criados para servir al imperio. El impuesto fue impuesto por Murad I a mediados de 1300 y duró hasta el reinado de Ahmed III a principios de 1700. Desde mediados hasta finales del siglo XIV, hasta principios del siglo XVIII, el sistema devşirme-jenízaro esclavizó a entre 500000 y un millón de adolescentes varones no musulmanes. Estos muchachos obtendrían una gran educación y una alta posición social después de su entrenamiento y conversión forzada al islam. Basilike Papoulia escribió que "el devsirme fue el 'traslado forzoso', en forma de tributo, de los hijos de los súbditos cristianos de su entorno étnico, religioso y cultural y su transporte al entorno turco-islámico con el objetivo de emplearlos al servicio del Palacio, el ejército y el estado, por lo que estaban, por un lado, para servir al sultán como esclavos y libertos y, por el otro, para formar la clase dominante del Estado".

### Servidumbre por contrato
En los siglos XVII al XVIII, muchos blancos en Gran Bretaña, Irlanda y las colonias europeas en América del Norte eran sirvientes contratados, una forma de esclavitud ahora prohibida por la Declaración Universal de Derechos Humanos, pero no todos tenían la comodidad de tener la documentación de estar contratados, y algunos sirvientes contratados fueron tratados tan mal como sus hermanos africanos. El profesor de Historia Sterling de la Universidad de Yale, David Brion Davis, escribió que:
Desde Barbados hasta Virginia, los colonos prefirieron durante mucho tiempo a los sirvientes contratados ingleses o irlandeses como su principal fuente de trabajo de campo; durante la mayor parte del siglo XVII mostraron pocos escrúpulos en reducir a sus compatriotas menos afortunados a un estatus poco diferente al de esclavos, una degradación que se estaba llevando a cabo de una manera más extrema y mucho más extensa con respecto al campesinado en la Rusia contemporánea. La prevalencia y el sufrimiento de los esclavos blancos, los siervos y los sirvientes contratados en el período moderno temprano sugiere que no había nada inevitable en limitar la esclavitud de las plantaciones a las personas de origen africano.
Entre el 50 y el 67 por ciento de los inmigrantes blancos a las colonias estadounidenses, desde la década de 1630 y la Revolución Estadounidense, habían viajado bajo contrato.. Muchas mujeres traídas a las colonias eran pobres, algunas eran abandonadas o niñas nacidas fuera del matrimonio, otras prostitutas o delincuentes. Según los informes, el capitán de un barco los describió como "un grupo de villanos y desmoralizados". Muchos fueron transportados contra su voluntad y con fines de lucro a Virginia y Maryland. Los franceses transportaron a mujeres de la prisión de Salpêtrière para personas sin hogar, locas y criminales a Nueva Orleans.
Las mujeres detenidas en Salpêtrière estaban encadenadas, azotadas y vivían en condiciones generalmente precarias e insalubres. Las reclusas, algunas de las cuales estaban enfermas de enfermedades venéreas, eran obligadas a asistir a confesiones tres veces al día, donde las azotaban si su comportamiento y comportamiento no eran aceptablemente penitentes. Además de Salpêtrière, los franceses transportaron mujeres de otros asilos y hospitales como Bicêtre, Hôpital général de Paris y Pitié.

## Trata de blancas
El Acuerdo Internacional para la represión de la trata de esclavos blancos es una serie de tratados contra la trata de personas, el primero de los cuales se negoció por primera vez en París en 1904. Fue uno de los primeros tratados multilaterales para abordar cuestiones de esclavitud y trata de personas. El Convenio sobre la esclavitud, la servidumbre, el trabajo forzoso e instituciones y prácticas similares de 1926 y el Convenio internacional para la represión de la trata de mujeres mayores de edad de 1933 son documentos similares.

### Ley de tráfico de esclavos blancos de 1910
Para combatir el tráfico sexual en los Estados Unidos, en 1910 el Congreso de los Estados Unidos aprobó la Ley de Tráfico de Esclavos Blancos (más conocida como la Ley Mann), que convirtió en delito transportar mujeres a través de las fronteras estatales con el propósito de "prostitución o libertinaje, o para cualquier otro propósito inmoral". A medida que se traficaba con más mujeres desde países extranjeros, Estados Unidos comenzó a aprobar leyes de inmigración para impedir que los extranjeros ingresaran al país, como la Ley de Cuotas de Emergencia de 1921 y la Ley de inmigración de 1924. Tras la prohibición de inmigrantes durante la década de 1920, la trata de personas se no se consideró un problema importante hasta la década de 1990.

### Proyecto de ley de enmienda de la ley penal (tráfico de esclavos blancos)
Se intentó introducir una ley similar en el Reino Unido entre 1910 y 1913 como la Ley de Enmienda del Derecho Penal de 1912. Arthur Lee declararía en la Cámara de los Comunes: "El Reino Unido, y en particular Inglaterra, se está convirtiendo cada vez más en una cámara de compensación y el centro de depósito y despacho del tráfico de esclavos blancos, y la sede de los agentes extranjeros dedicados a la fase más cara y lucrativa del negocio". América del Sur se declaró como el principal destino de las niñas víctimas de trata. The Spectator comentó que "el proyecto de ley ha sido bloqueado por un miembro [en alusión a Frederick Handel Booth] o miembros que, por diversas razones, consideran que no es una medida que deba incluirse en el libro de estatutos", ya que afectaría la libertad del individuo.